# John Reilly (1934–2021)
John Henry Matthew Reilly (ur. 11 listopada 1934 w Chicago, zm. 9 stycznia 2021) – amerykański aktor telewizyjny, teatralny i filmowy.

## Życiorys
Urodził się w Chicago w Illinois. Ukończył wydział biznesu w St. Mary’s College w Winona w stanie Minnesota. Odnosił sukcesy jako biznesmen w Chicago, zanim zajął się aktorstwem. Karierę aktorską rozpoczął w latach 60. od występów w teatrze w Chicago.
Początkowo na małym ekranie grywał małe role w serialach takich jak western CBS Gunsmoke (1974). Większą popularność zyskał w roli doktora Dana „Danny’ego” Stewarta w operze mydlanej CBS As the World Turns (1974–1976). Następnie wystąpił w operze mydlanej CBS Dallas (1983) jako Roy Ralston, operze mydlanej ABC Papierowe lalki (Paper Dolls, 1984) jako Jake Larner z Morgan Fairchild, Nicollette Sheridan i Mimi Rogers. Za rolę Seana Donnelly’ego w operze mydlanej ABC Szpital miejski (1984-2013) zdobył nominację do nagrody Soap Opera Digest (1986).
Wystąpił potem w serialu dla młodzieży Beverly Hills, 90210 (1996–1998) w roli Billa Taylora, ojca Kelly (Jennie Garth), operze mydlanej NBC Sunset Beach (1997–1999) jako Del Douglas oraz operze mydlanej Fox Melrose Place (1999) jako Mack McBride. W operze mydlanej NBC Passions (2000–2008) wcielił się w postać Alistaira Crane’a, bogatego, potężnego i aroganckiego patriarchy najbogatszej rodziny Harmony.

## Życie prywatne
Był żonaty z Donną, z którą miał dwie córki – Caitlin i Danę. 11 lipca 1981 ożenił się z Liz, z którą miał córkę Dawn.
Zmarł 9 stycznia 2021 w wieku 84 lat.

## Filmografia

### Filmy
| Rok  | Film                                         | Rola              | Reżyser          |
| ---- | -------------------------------------------- | ----------------- | ---------------- |
| 1975 | Wielki Waldo Pepper (The Great Waldo Pepper) | gwiazdor westernu | George Roy Hill  |
| 1983 | Układ stulecia (Deal of the Century)         | Swain             | William Friedkin |
| 1986 | O mały włos (Touch and Go)                   | Jerry Pepper      | Robert Mandel    |

### Seriale TV
| Rok             | Tytuł                                             | Rola                         | Uwagi                           |
| --------------- | ------------------------------------------------- | ---------------------------- | ------------------------------- |
| 1966            | A Man Called Shenandoah                           | Jamie Brewster Jr.           | 1 odcinek                       |
| 1974            | Gunsmoke                                          | Ike Hockett / Orlo Baker     | 2 odcinki                       |
| 1974–1976       | As the World Turns                                | dr Dan Stewart               |                                 |
| 1976            | Kojak                                             | prokurator specjalny Whelan  | 1 odcinek                       |
| 1977            | The Mary Tyler Moore Show                         | Jake                         | 1 odcinek                       |
| 1977            | Barnaby Jones                                     | Steve Crandall               | 1 odcinek                       |
| 1978            | Hawaii Five-O                                     | Kelly Trahune                | 1 odcinek                       |
| 1978            | Wonder Woman                                      | Skye                         | 1 odcinek                       |
| 1978            | The Bionic Woman                                  | Sam Sloan                    | 1 odcinek: „Long Live The King” |
| 1979            | A Man Called Sloane                               | David Clarke                 | 1 odcinek                       |
| 1980            | Incredible Hulk (The Incredible Hulk)             | Steve                        | 1 odcinek                       |
| 1980            | Statek miłości (The Love Boat)                    | Bill Simmons                 | 1 odcinek                       |
| 1981            | Quincy, M.E.                                      | szef ochrony statku Flannery | 2 odcinki                       |
| 1982            | Madame’s Place                                    | Max St. James                | 1 odcinek                       |
| 1982            | The Powers of Matthew Star                        | dr Simon Bernard             | 1 odcinek                       |
| 1982–1983       | Silver Spoons                                     | Bob Danish                   | 2 odcinki                       |
| 1983            | Remington Steele                                  | Russell Stewart              | 1 odcinek                       |
| 1983            | Opowieści złotej małpy (Tales of the Gold Monkey) | Truman Hastings              | 1 odcinek                       |
| 1983            | Three’s Company                                   | dr Malcolm Kenderson         | 1 odcinek                       |
| 1984            | Who’s the Boss?                                   | Mitchell                     | 1 odcinek                       |
| 1984            | Dynastia (Dynasty)                                | J.J.                         | 3 odcinki                       |
| 1984            | Simon & Simon                                     | Brian Harms                  | 1 odcinek                       |
| 1984            | Niebezpieczne ujęcia (Cover Up)                   | Alex Kendall                 | 1 odcinek                       |
| 1984            | Cagney i Lacey (Cagney & Lacey)                   | Jeremy Mitchell              | 1 odcinek                       |
| 1984            | Dallas                                            | Roy Ralston                  | 6 odcinki                       |
| 1984            | Papierowe lalki (Paper Dolls)                     | Jake Larner                  | 3 odcinki                       |
| 1984            | Newhart                                           | profesor Cameron             | 1 odcinek                       |
| 1984–1995, 2013 | Szpital miejski (General Hospital)                | Sean Donely                  |                                 |
| 1993            | Upadłe anioły (Fallen Angels)                     | Martin Lonsdale              | 1 odcinek                       |
| 1994–1995       | Empty Nest                                        | Adam Blakely                 | 2 odcinki                       |
| 1994–1996       | Iron Man: Obrońca dobra (Iron Man)                | Hawkeye (głos)               |                                 |
| 1995            | Może ten czas (Maybe This Time)                   | Flint                        | 1 odcinek                       |
| 1996            | Pan i pani Smith (Mr. & Mrs. Smith)               | Elway Johnson                | 1 odcinek                       |
| 1996            | Diagnoza morderstwo (Diagnosis: Murder)           | Preston Michaels             | 1 odcinek                       |
| 1997            | Karolina w mieście (Caroline in the City)         | King Cassidy                 | 1 odcinek                       |
| 1997            | W słońcu Kalifornii (Pacific Palisades)           | Preston Bentley              | 1 odcinek                       |
| 1997            | Naga prawda (The Naked Truth)                     | King                         | 1 odcinek                       |
| 1997            | Beverly Hills, 90210                              | Bill Taylor                  |                                 |
| 1997–1999       | Sunset Beach                                      | Del Douglas                  |                                 |
| 1998            | Stan wyjątkowy (Martial Law)                      | Nathan Babbott               | 1 odcinek                       |
| 1998            | Mortal Kombat: Porwanie (Mortal Kombat: Conquest) | Baron Reyland                | 3 odcinki                       |
| 1999            | Melrose Place                                     | Mack McBride                 | 1 odcinek                       |
| 2000            | Nagi patrol (Son of the Beach)                    | J.P Wynne                    | 1 odcinek                       |
| 2001            | Dni naszego życia (Days of Our Lives)             | Marquis of La Cienega        | 1 odcinek                       |
| 2002            | Potyczki Amy (Judging Amy)                        | Bill Hackett                 | 1 odcinek                       |
| 2003            | Agent w spódnicy (She Spies)                      | Karl Richmond                | 1 odcinek                       |
| 2005–2006       | Passions                                          | Alistair Crane (#3)          |                                 |
| 2007–2008       | Passions                                          | Alistair Crane (#3)          |                                 |
| 2008            | General Hospital: Night Shift                     | Sean Donely                  |                                 |